# Murs de defensa (Maçanet de Cabrenys)
El Murs de defensa és una obra de Maçanet de Cabrenys (Alt Empordà) declarada Bé Cultural d'Interès Nacional. Estan situats a l'extrem de ponent del nucli urbà de la població de Sant Climent, al voltant de l'església parroquial, formant part de l'antic recinte emmurallat de la vila, delimitat pels carrers del Pont, dels Valls i Borriana, la plaça de la Vila, la Pujada de can Barris i la ribera de Fraussa.

## Descripció
Es tracta de les restes de l'antic recinte emmurallat del castell de Maçanet de Cabrenys, actualment integrat i fossilitzat dins l'arquitectura de la població, amagat entremig de les cases. Es conserven dos portals que actualment donen accés al nucli històric. Al nord-oest hi ha la portella del Molí, curt passadís cobert per una volta de canó irregular, bastida en pedra lligada amb abundant morter. L'arc de tramuntana és de mig punt i està construït en pedra desbastada disposada a sardinell. Per contra, l'arc de migdia és rebaixat i presenta les mateixes característiques constructives. L'altre portal és el de la Ribera, situat a l'extrem sud-oest del nucli i tocant a la ribera de Fraussa. Presenta una alçada considerable i està cobert per una volta de canó bastida en pedra sense treballar lligada amb abundant morter de calç. L'arc de sortida és de mig punt, adovellat i es recolza als murs laterals, mentre que el que està situat a la part interior, també de mig punt i recolzat als murs, presenta un revestiment arrebossat. Adossat a la cantonada sud-oest del portal hi ha l'esperó, que inclou les restes d'una torre, dos contraforts, un matacà rehabilitat i les restes d'un mur que s'assenta damunt la ribera de Fraussa. A l'inici del carrer de Borriana des de la plaça del mateix nom hi ha les restes d'un altre portal d'accés al nucli, tot i que força degradat. Se'n conserven els carreus que formaven els muntants, les impostes i les arrencades dels arcs. Presenta uns afegits de maons de factura més moderna. A la banda nord del nucli, a l'extrem superior del parament de tramuntana de l'antiga residència senyorial (actualment reconvertida en habitatges) destaquen dos matacans i set espitlleres. Els matacans són rectangulars, estan sostinguts amb pedra desbastada disposada a mode de mènsules i estan coberts per la mateixa teulada de la casa. Actualment presenten el parament arrebossat i pintat, exceptuant les cantonades que deixen la pedra vista. Pel que fa a les espitlleres són de mida mitjana, rectangulars i estan bastides amb dos carreus de pedra escairats. S'organitzen en dues línies defensives horitzontals disposades a diferent nivell. A la banda de migdia del nucli, davant la portalada ferrada, es conserva un tram de mur amb espitlleres actualment rehabilitat. Presenta quatre espitlleres alternades a diferent alçada, bastides en pedra desbastada i de més longitud que les de l'antiga residència senyorial. Sembla que es podria tractar de les restes d'una torre i d'un mur de l'antic recinte emmurallat. Al bell mig del nucli, destaca la plaça del Castell, que actualment encara conserva el topònim.

## Història
El recinte sobirà o nucli fort comprenia el casal dels senyors, l'església i algunes cases. L'any 1271 hi havia 30 cases que formaven el recinte emmurallat de la Força. Segons el cens de 1292, dintre la força de Maçanet, hi havia una guarnició de 38 homes. El 1294, Jaume II ven la jurisdicció de tot el terme maçanetenc a la batllia de Figueres. El 1324, Arnau de Cabrera ven la notaria i escrivania de Maçanet a Pere Douçic. Alhora, Simó de Cabrera ven cap el 1330 el castell i domini de Maçanet a la vescomtessa de Rocabertí, Beatriu de Cabrenys. El successor Guillem Galceran de Cabrenys, va fer el 1352 un capbreu on hi apareixen 102 capbrevadors, i el 1357 el rei li ven les jurisdiccions del castell. Entre el 1364-1365 fa enlairar i ampliar les fortificacions. En els fogatges de 1365-1370 hi apareix respectivament: castell de Maçanet 100 focs; castell i terme de Maçanet 88 focs. L'any 1372, el bisbe de Girona mana tapar el portal que havia obert a l'església per anar directament del castell. A principis del segle xv s'amplia el castell fortificant el carrer del Reliquier i el portal de les Domes. Des d'ara el barri s'anomenarà de la Borriana i es fa un nou reliquier o comunidor damunt de l'església. A causa de la guerra civil catalana, l'any 1468 el duc de Lorena confisca a Dalmau de Rocabertí, partidari de Joan II, els seus béns de Maçanet: el castell, el molí i terres, i els concedeix a Arnau de Foixà. El 4 de desembre del mateix any, el batlle entra dins del castell o força de Maçanet i fa entrega a Arnau de Foixà de les claus del castell. El 1570, Francesc de Rocabertí, senyor de Cabrenys, estableix un pati a Joan Lanta, prevere, dita “la cort llarga”, que afronta amb la torre presonera i amb el castell o casa de dit senyor. En el seu testament deixa aquest pati a la Universitat perquè hi facin l'Hospital, doncs l'antic del carrer Borriana, estava cremat per acció de guerra. El 20 de juliol del 1576 es concedeix a la gent de Maçanet poder fer basses per posar fems i calç als “valls” de les muralles. El 1588 actua com a senyor del castell Guillem Sunyer, del Real Consell de Barcelona.
Durant el segle xvii es documenten diversos establiments, vendes i arrendaments relacionats amb el castell, que fragmenten i parcel·len aquestes propietats. L'any 1689, Francesc de Ros i Josepa de Sorribas venen al monestir de Sant Daniel de Girona, la senyoria i castell de Maçanet. El castell aleshores ja constava com a derruït. S'estableixen terres a la plaça del castell per fer cases, inclòs el mateix edifici del castell. Algunes d'aquestes cases del voltant de l'església tenen com a paret mitgera la muralla de la Força. El monestir també va construir una capella que s'anomenà Sant Onofre. En aquesta mateixa època es va ampliar l'església amb una capella a llevant, que va aprofitar un tros de muralla i va tapar un portal, i la sagristia amb una capella que va ocupar bona part del pati del castell.